# Here (Alessia Cara)
Here è un singolo della cantante canadese Alessia Cara, pubblicato il 30 aprile 2015 come primo estratto dal primo EP Four Pink Walls e come primo estratto dal primo album in studio Know-It-All.

## Descrizione
La canzone è basata su un sample di Ike's Rap II, brano di Isaac Hayes del 1971. Il testo racconta dell'esperienza della cantante ad un party notturno dove non si è sentita a proprio agio: al NME Cara ha raccontato che durante la festa «tutti sembravano conoscersi, tranne lei».

## Video musicale
Il video musicale, diretto da Aaron A, è stato reso disponibile il 26 maggio 2015 sul canale YouTube dell'artista.

## Tracce
Download digitale
1. Here – 3:19

Download digitale – The Remixes
1. Here (Logic Remix) (feat. Logic) – 3:20
2. Here (Jaden Smith Remix) (feat. Jaden Smith) – 3:44
3. Here (Chris Lorenzo Remix) – 4:54
4. Here (Imanos & Gramercy Remix) – 3:27

## Successo commerciale
Il 22 agosto 2015 il brano ha debuttato alla 95ª posizione della Billboard Hot 100 statunitense dopo aver ricevuto 17 000 download digitali, segnando la prima entrata per la cantante. Nella pubblicazione del 5 dicembre successivo Here ha raggiunto la 10ª posizione grazie a 92 milioni di radioascoltatori, 50 000 copie e 7,8 milioni di stream, divenendo il primo singolo di Cara in top ten. Ha poi trovato il suo picco alla numero 5 nella classifica datata al 6 febbraio 2016, raggiungendo in contemporanea la prima posizione della Pop Songs con un'audience radiofonica pari a 120 milioni.

## Classifiche

### Classifiche settimanali
| Classifica (2015-16) | Posizione massima |
| -------------------- | ----------------- |
| Australia            | 12                |
| Austria              | 63                |
| Belgio (Fiandre)     | 54                |
| Belgio (Vallonia)    | 34                |
| Canada               | 19                |
| Francia              | 21                |
| Germania             | 59                |
| Irlanda              | 71                |
| Italia               | 63                |
| Nuova Zelanda        | 15                |
| Paesi Bassi          | 26                |
| Portogallo           | 38                |
| Regno Unito          | 28                |
| Repubblica Ceca      | 21                |
| Slovacchia           | 22                |
| Spagna               | 80                |
| Stati Uniti          | 5                 |
| Svezia               | 62                |
| Svizzera             | 44                |

### Classifiche di fine anno
| Classifica (2015) | Posizione |
| ----------------- | --------- |
| Canada            | 60        |
| Stati Uniti       | 96        |
| Classifica (2016) | Posizione |
| Canada            | 79        |
| Stati Uniti       | 39        |